# 黑森峰
54°2′S 38°0′W / 54.033°S 38.000°W
黑森峰（德語：Hessegipfel），是南極洲的山峰，位於南喬治亞群島，處於亞歷山德拉角和帕里亞丁角之間，屬於帕里亞金嶺的一部分，海拔高度515米，由德國探險隊繪入地圖和命名，由英國海外領土管轄。